# Voltairine de Cleyre
Voltairine de Cleyre (ur. 17 listopada 1866 w Leslie w stanie Michigan, zm. 20 czerwca 1912 w Chicago) – amerykańska pisarka, mówczyni i działaczka anarchistyczna, która sprzeciwiała się kapitalizmowi, instytucji małżeństwa i państwu, jak również dominacji religii nad seksualnością i życiem kobiet, które postrzegała jako wzajemnie powiązane. Ze względu na swoje poglądy jest często określana jako jedna z głównych wczesnych feministek.
Urodzona i wychowana w małych miasteczkach stanu Michigan i uczona w katolickim klasztorze w Ontario, de Cleyre rozpoczęła swoją karierę aktywistki w ruchu wolnomyślicielskim. Choć początkowo pociągał ją anarchizm indywidualistyczny, de Cleyre ewoluowała poprzez mutualizm do tego, co nazywała anarchizmem bezprzymiotnikowym, przedkładając ponad wszystko społeczeństwo bezpaństwowe, bez użycia agresji czy przymusu.
De Clayre żyła w tym samym czasie co Emma Goldman, z którą utrzymywała stosunki oparte na pełnym szacunku pomimo różnicy zdań w niektórych kwestiach. Wiele esejów de Cleyre zostało zebranych w Selected Works of Voltairine de Cleyre, wydanych pośmiertnie przez magazyn „Mother Earth” w 1914.

## Życiorys
Urodziła się w małym miasteczku Leslie w stanie Michigan, a następnie przeniosła się wraz z rodziną do również położonego w Michigan miasteczka St. Johns, gdzie żyła z nieszczęśliwie poślubionymi rodzicami w skrajnym ubóstwie. Jej ojciec Hector Auguste de Cleyre nadał jej imię pochodzące od pseudonimu słynnego francuskiego pisarza oświeceniowego – Voltaire’a.
W wieku 12 lat ojciec umieścił ją w katolickiej szkole klasztornej w miejscowości Sarnia w kanadyjskiej prowincji Ontario, ponieważ uważał, że da jej to lepsze wykształcenie niż szkoły publiczne. Owe doświadczenie sprawiło, że Voltairine zamiast w stronę chrześcijaństwa skręciła, coraz bardziej skłaniała się ku ateizmowi. O czasie tam spędzonym powiedziała, że „było to jak Dolina Cienia Śmierci, a na mojej duszy pozostały białe blizny, gdzie ignorancja i przesądy paliły mnie swoim piekielnym ogniem w tych dusznych dniach”. Próbowała uciec, płynąc przez rzekę St. Clair do Port Huron i wędrując 17 mil (27 km), ale napotkała przyjaciół rodziny. Skontaktowali się z jej ojcem i odesłali ją z powrotem do klasztoru.
Rodzinne powiązania z ruchem abolicjonistycznym i Underground Railroad, surowa i nieubłagana bieda w dzieciństwie oraz nadanie jej imienia na cześć filozofa Woltera, przyczyniły się do zainteresowania radykalnymi poglądami, które rozwinęła wkrótce po okresie dojrzewania. Po ukończeniu szkoły w klasztorze de Cleyre przeniosła się do Grand Rapids w Michigan. Zaangażowała się w silnie antyklerykalny ruch wolnomyślicielski, prowadząc wykłady i publikując artykuły w czasopismach wolnomyślicielskich, stając się w końcu redaktorem gazety „The Progressive Age”.
W czasie swojej działalności w ruchu wolnomyślicielskim w połowie i pod koniec lat osiemdziesiątych XIX wieku, de Cleyre czerpała z myśli Thomasa Paine'a, Mary Wollstonecraft i Clarence'a Darrowa. Inspirowała się również Henrym Davidem Thoreau oraz przywódcami robotniczymi Billem Haywoodem i Eugene Debs. Po egzekucji kilku protestujących na Haymarket w Chicago w 1887, została anarchistką. „Do tego czasu wierzyłam w zasadniczą sprawiedliwość amerykańskiego prawa o procesie przed ławą przysięgłych” – pisała w autobiograficznym eseju – „Potem już nigdy nie potrafiłam”.
Była znana jako doskonała mówczyni i pisarka. Biograf Paul Avrich powiedział, że miała „największy talent literacki spośród anarchistów i anarchistek w Ameryce”. Była również znana jako niestrudzona orędowniczka poglądów anarchistycznych, której „religijna gorliwość”, według Emmy Goldman, „odcisnęła piętno na wszystkim, co robiła”.
Zaszła w ciążę z Jamesem B. Elliotem, innym wolnomyślicielem, i 12 czerwca 1890 urodziła ich syna Harry'ego. Jak ustalili de Cleyre i Elliot, ich syn zamieszkał z Elliotem, a de Cleyre nie miała żadnego udziału w jego wychowaniu. Była blisko związana i inspirowana przez Dyera Luma („jej nauczyciela, powiernika, towarzysza”, według Goldman). Jej związek z nim zakończył się na krótko przed jego samobójstwem w 1893.
De Cleyre prowadziła swoją działalność w latach 1889–1910 w Filadelfii, gdzie żyła wśród biednych żydowskich imigrantów i gdzie sympatia dla anarchistycznych przekonań była powszechna. Tam uczyła angielskiego i muzyki, nauczyła się mówić i pisać w jidysz. Przez całe życie de Cleyre była nękana przez choroby. Goldman twierdziła, że cierpiała na „jakąś chorobę układu nerwowego, która rozwinęła się u niej we wczesnym dzieciństwie” i cierpiała na depresję, co najmniej dwukrotnie próbowała popełnić samobójstwo.
Przeżyła zamach na swoje życie 19 grudnia 1902. Jej napastnik Herman Helcher był byłym uczniem, który wcześniej został uznany za niepoczytalnego z powodu gorączki i któremu natychmiast wybaczyła, jak napisała: „Byłoby skandalem przeciwko cywilizacji, gdyby został wysłany do więzienia za czyn, który był produktem chorego mózgu”. Atak pozostawił ją z chronicznym bólem ucha i infekcją gardła, które często wpływały negatywnie na jej zdolność mówienia lub koncentracji.
De Cleyre zmarła na septyczne zapalenie opon mózgowych 20 czerwca 1912 w szpitalu św. Marii z Nazaretu w Chicago. Pochowano ją obok obrońców Haymarket i innych działaczy społecznych na cmentarzu German Waldheim Cemetery (obecnie Forest Home Cemetery) w Forest Park, na przedmieściach Chicago. Goldman została później pochowana również w tej części cmentarza.

## Poglądy

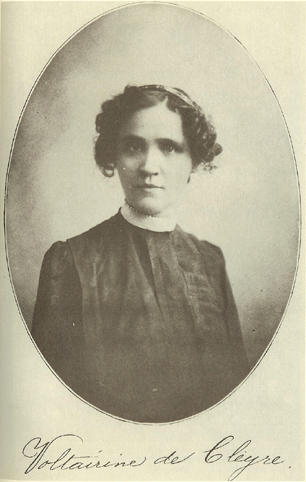
Voltarine de Cleyre w 1910.

De Cleyre w ciągu swojego życia zmieniała poglądy polityczne. Ostatecznie stała się silną zwolenniczką anarchizmu bezprzymiotnikowego, według historyka George'a Richarda Esenweina doktryny „bez żadnych ścisłych etykiet takich jak komunista, kolektywista, mutualista czy indywidualista. Była to po prostu postawa, która promowała współpracę różnych szkół anarchistycznych”. Przez kilka lat, de Cleyre kojarzyła się głównie z amerykańskim indywidualistycznym anarchizmem. Odróżniając się od Emmy Goldman i ukazując swoje poparcie dla indywidualistycznego anarchizmu, de Cleyre napisała:

Panna Goldman jest [anarcho]komunistką, ja jestem indywidualistką. Ona chce zniszczyć prawo własności, ja chcę je zachować. Jestem na wojnie z przywilejami i władzą, przez co prawo własności, prawdziwe prawo do tego, co jest właściwe jednostce, zostaje unicestwione. Ona wierzy, że współpraca całkowicie wyprze konkurencję; ja twierdzę, że konkurencja w takiej czy innej formie zawsze będzie istnieć, i że jest wysoce pożądane, aby istniała

Mimo początkowej niechęci do siebie, de Cleyre i Goldman zaczęły się wzajemnie szanować. W eseju z 1894 In Defense of Emma Goldman and the Right of Expropriation (pol. W obronie Emmy Goldman i prawa do wywłaszczenia) de Cleyre napisała:

Nie sądzę, aby jeden mały kawałek delikatnego ludzkiego ciała był wart wszystkich praw własności w Nowym Jorku […] To wasza sprawa, czy będziecie głodować i marznąć na widok jedzenia i ubrania, poza więzieniem, czy też popełnicie jakiś jawny czyn przeciwko instytucji własności i zajmiecie miejsce obok [Clausa] Timmermanna i Goldman.

Ostatecznie de Cleyre opowiedziała się za anarchizmem społecznym, a nie za indywidualizmem. W 1908 twierdziła, że „najlepszą rzeczą, jaką zwykli ludzie pracy mogą zrobić, to zorganizować swój przemysł tak, by całkowicie pozbyć się pieniędzy” i „produkować wspólnie, kooperatywnie, a nie w ramach relacji szef-pracownik”. W 1912 twierdziła, że klęska Komuny Paryskiej wynikała z tego, że „utrzymała [prywatną] własność”. W swoim eseju The Commune Is Risen stwierdza: „Krótko mówiąc, choć istniały inne powody, dla których komuna upadła, głównym z nich było to, że w godzinie konieczności komuniści nie byli komunistami. Próbowali zerwać polityczne kajdany bez zrywania tych ekonomicznych”. Stała się zwolenniczką anarchizmu bezprzymiotnikowego, pisząc w The Making of an Anarchist: „Nie szufladkuję się już inaczej niż po prostu jako 'Anarchistka'”.
Niektórzy badacze spierają się, czy odrzucenie indywidualizmu przez de Cleyre było równoznaczne z przyjęciem komunizmu. Goldman i Rudolf Rocker potwierdzili to stanowisko, ale inni, w tym biograf de Cleyre, Paul Avrich, nie zgodzili się z tym. W 1907 pisała: „Nie jestem teraz i nigdy nie byłam komunistką”. Anarchistyczny badacz Iain McKay argumentuje, że późniejsze poparcie de Cleyre dla gospodarki bezpieniężnej było pewną formą komunizmu, nawet jeśli odrzuciła słowo „komunizm”, aby to opisać.
W swoim eseju z 1901 zatytułowanym Anarchism, de Cleyre napisała:

Moim ideałem byłby stan, w którym wszystkie zasoby naturalne byłyby w pełni dostępne dla wszystkich, a robotnik indywidualnie byłby w stanie wyprodukować dla siebie wystarczającą ilość dóbr dla zapewnienia potrzeb życiowych, a więc jego praca nie musiałaby być ograniczona przez czas i obecność swoich współpracowników. Myślę, że kiedyś będzie to możliwe; ale tylko dzięki rozwojowi sposobów produkcji i upodobań ludzi. Tymczasem wszyscy jednym głosem domagamy się wolności próbowania.

Jej esej z 1912 zatytułowany Direct Action staje w obronie akcji bezpośredniej. W eseju tym de Cleyre wskazuje na takie przykłady, jak bostońska herbatka, zauważając, że „akcja bezpośrednia zawsze była stosowana i ma historyczną sankcję tych samych ludzi, którzy ją teraz ganią”.
W tekście z 1895 zatytułowanym Sex Slavery de Cleyre potępia ideały piękna, które zachęcają kobiety do zniekształcania swoich ciał, oraz praktyki socjalizacji dzieci, które tworzą nienaturalne role płciowe. Tytuł eseju nie odnosi się do handlu kobietami dla celów prostytucji, choć o tym też jest mowa, ale raczej do prawa małżeńskiego, które pozwala mężczyznom gwałcić swoje żony bez konsekwencji. Takie prawa czynią „każdą zamężną kobietę tym, czym jest, niewolnicą związaną, która przyjmuje nazwisko swego pana, chleb swego pana, polecenia swego pana i służy namiętnościom swego pana”.
Według de Cleyre małżeństwo – przynajmniej w tradycyjnym modelu – niesie ze sobą poddańcze i zależne relacje stojące w opozycji wobec indywidualizmu jednostki. W tym wariancie pozostaje ono również pewną, sankcjonowaną, formą relacji ekonomicznych, co zabija miłość pomiędzy partnerami i jedynym sposobem na to, aby zachować ją w jej ekstatycznym stanie, czyli jedynym jakim warto jest przeżywać (inna miłość to po prostu przyjaźń, jak podkreślała amerykańska anarchistka) jest zachowanie odległości.
De Cleyre stanowczo sprzeciwiała się utrzymywaniu przez rząd stałej armii, argumentując, że jej istnienie zwiększa prawdopodobieństwo wojen. W swoim eseju z 1909 Anarchism and American Traditions, argumentowała, że w celu osiągnięcia pokoju „wszyscy pokojowo nastawieni ludzie powinni wycofać swoje wsparcie dla armii i wymagać, aby wszyscy, którzy chcą prowadzić wojnę, robili to na własny koszt i ryzyko; że ani żołd, ani emerytury nie mogą przysługiwać tym, którzy decydują się uczynić z zabijania ludzi swój zawód”.

## Pamięć
De Cleyre była ważną postacią amerykańskiego anarchizmu. Będąc jedną z niewielu kobiet o dużym autorytecie w ruchu anarchistycznym, została uznana przez Emmę Goldman za "najbardziej utalentowaną i błyskotliwą anarchistkę, jaką kiedykolwiek stworzyła Ameryka". Nie jest dziś jednak tak bardzo znana, co biografka Sharon Presley przypisuje jej krótkiemu życiu.
Od końca XX wieku zainteresowanie jej osobą ponownie wzrosło. An American Anarchist: The Life of Voltairine de Cleyre, napisana przez Paula Avricha, została opublikowana przez Princeton University Press w 1978. Zbiór jej przemówień, The First Mayday: The Haymarket Speeches, 1895-1910, został wydany przez Libertarian Book Club w 1980. W 2004 AK Press wydało The Voltairine de Cleyre Reader. W 2005 ukazały się jeszcze dwa zbiory jej przemówień i artykułów, a mianowicie Exquisite Rebel: The Essays of Voltairine De Cleyre – Anarchist, Feminist, Genius, pod redakcją Presleya i Crispina Sartwella, wydane przez SUNY Press; oraz Gates of Freedom: Voltairine De Cleyre and the Revolution of the Mind, z University of Michigan Press. Jej dokumenty są przechowywane w YIVO Institute for Jewish Research w Nowym Jorku. W 2018 The New York Times opublikował jej spóźniony nekrolog.